# I cinque disertori
I cinque disertori è un film statunitense del 1955, diretto da R. John Hugh. 

## Trama
Nel 1863, quattro disertori dall’esercito dei Confederati, durante la guerra di secessione americana, incontrano nelle paludi della Florida un colonnello dell'Unione, pure disertore, dopo la battaglia di Stones River.
Essi decidono di attraversare l’inospitale territorio delle Everglades per raggiungere l’oceano, nella speranza di eludere il blocco navale, e giungere, su qualche imbarcazione mercantile britannica, a Cuba.
Nel corso della perigliosa marcia, in mezzo a condizioni ambientali avverse, e sotto la persistente minaccia di animali predatori e dei nativi americani, non mancano di rivelarsi contrasti e diversità di opinioni, che tuttavia non impediscono al gruppo di avanzare come un’unità organizzata sotto la guida del sergente.
Quando il colonnello, in stato di delirio per una febbre malarica, e ulteriormente indebolito da una freccia dei Seminole, muore, il gruppo si sbanda, ed ognuno bada a salvare la propria pelle, anche se i superstiti seguono sempre il sergente.
Cockney trova la morte cadendo su un nido di serpenti a sonagli, mentre Plunkett, nel tentativo di tornare indietro a recuperare dell’oro che Cockney gli aveva rubato, guada un corso d’acqua e viene ucciso da un alligatore. Infine il sergente viene inghiottito dalle sabbie mobili.
L’unico superstite è il più giovane, il ragazzo, che, esausto, riesce a raggiungere la spiaggia oceanica.